# 岐阜市立藍川東中学校
岐阜市立藍川東中学校（ぎふしりつ あいかわひがしちゅうがっこう）は、岐阜県岐阜市にある公立中学校。
岐阜市立芥見東小学校と小中一貫校（岐阜市型小中一貫校）である。小中一貫校の愛称は「藍東学園」。

## 沿革
- 1982年（昭和57年）4月 - 藍川中学校から分離し開校。
- 1991年（平成3年） - 柔剣道場が完成。
- 2021年（令和3年）4月 - 岐阜市立芥見東小学校と小中一貫校（岐阜市型小中一貫校舎）となる。
- 2022年（令和4年）4月 - 小中一貫校の愛称が「藍東学園」となる。

## 出身者
- 高橋尚子（マラソン選手）

## 進学前小学校[1]
- 岐阜市立芥見東小学校

## 義務教育学校への再編
- 学区内の児童数の急減もあり、芥見東小学校と藍川東中学校を統合し、新たに義務教育学校のに再編する計画である。新たな校名は「岐阜市立藍東学園」となり、校舎は芥見東小学校の校舎を改修。2026年に開校の予定である。

## 交通アクセス
- 岐阜バス

大洞団地線「桐ヶ丘」バス停より徒歩約10分。